# Шинкоренко, Екатерина Петровна
Екатерина Петровна Шинкоренко (5 декабря 1920 — 30 сентября 1992) — советский работник сельского хозяйства, Герой Социалистического Труда.

## Биография
Родилась 5 декабря 1920 года в селе Роледер Саратовской губернии (ныне село Раскатово Марксовского района Саратовской области) в бедной крестьянской семье.
Свою нелёгкую трудовую деятельность начала до Великой Отечественной войны, с 14 лет. Участвовала в стахановском движении, где добилась заметных результатов. С началом войны ушедших на фронт мужчин заменили женщины и дети. Екатерина трудилась, не покладая рук, от зари до темна. Воду из колодца для поросят на свиноферму, даже зимой, приходилось носить самой, так как не было тягловой силы. Осталась одна с двумя детьми после погибшего (пропавшего без вести) в первый год войны мужа. В хозяйстве держала корову, но частично молоко и масло приходилось отдавать для фронта. После войны продолжала работать на свиноферме совхоза «Большевик» Тихорецкого района Краснодарского края. Чтобы добиться хороших результатов, приходилось очень много трудиться. Но старания кубанской свинарки были достойно вознаграждены.
Указом Президиума Верховного Совета СССР от 31 октября 1957 года за выдающиеся успехи, достигнутые в производстве продуктов животноводства, и увеличение сдачи государству сельскохозяйственной продукции Шинкоренко Екатерине Петровне было присвоено звание Героя Социалистического Труда с вручением ордена Ленина и золотой медали «Серп и Молот».
Слава о трудовых подвигах Екатерины Петровны гремела по всему Тихорецкому району. Как передовик производства, прославленная свинарка неоднократно была участницей Выставки достижений народного хозяйства СССР. Была награждена почетными грамотами, нагрудными знаками «Победитель социалистического соревнования».
Одновременно с производственной, занималась общественной деятельностью. Екатерина Петровна Шинкоренко неоднократно избиралась депутатом сельского, районного и краевого Советов народных депутатов. Была делегатом XII (1959 г.) и XIII (1963 г.) съездов профсоюзов СССР в Москве. Благодаря её депутатским усилиям в совхозе «Большевик» была построена хорошая школа, существующая до сих пор.
Указом Президиума Верховного Совета РСФСР награждена «Медалью материнства» II степени за воспитание пятерых детей.
После выхода на пенсию проживала в Тихорецком районе в пос. Братский (совхоз "Большевик").